# پی ام اس اف
پی ام اس اف (به انگلیسی: PMSF) با فرمول شیمیایی C7H7FO2S یک ترکیب شیمیایی با شناسه پاب‌کم 4784 است. که جرم مولی آن ۱۷۴٫۱۹۴ گرم بر مول می‌باشد. 